# 1996 في قطر
فيما يلي قوائم الأحداث التي وقعت خلال عام 1996 في قطر.

## سياسة

### تعيين في المنصب
- 29 أكتوبر – عبد الله بن خليفة آل ثاني رئيس وزراء قطر ‏.

## موسيقى

### ألبومات
من الألبومات التي صدرت هذه السنة في قطر:
- 1 يناير – اغسلي بالبرد من غناء كاظم الساهر.
- 1 يناير – صعب عليا من غناء كاظم الساهر.

## مواليد

### يناير
- 15 يناير – مجاهد عبد الله لاعب كرة قدم قطري.
- 20 يناير – سعيد المري
- 25 يناير – حسام كمال لاعب كرة قدم قطري.
- 27 يناير – جاسم الهاشمي لاعب كرة قدم قطري.

### فبراير
- 6 فبراير – جاسم الملا لاعب كرة قدم قطري.
- 21 فبراير – جاسم الجلابي لاعب كرة قدم قطري.

### مارس
- 14 مارس – عبد الرحمن مسعد لاعب كرة قدم قطري.
- 14 مارس – محمد عرفة لاعب كرة قدم قطري.

### أبريل
- 7 أبريل – سلطان البريك لاعب كرة قدم إسباني.
- 10 أبريل – سالم الهاجري لاعب كرة قدم قطري.
- 20 أبريل – أحمد أيمن جاسر

### مايو
- 15 مايو – لؤي عاشور لاعب كرة قدم قطري.
- 19 مايو – محمد الزكروطي لاعب كرة قدم قطري.
- 24 مايو – يوسف حسن لاعب كرة قدم قطري.

### يوليو
- 21 يوليو – تميم المهيزع لاعب كرة قدم إسباني.

### أغسطس
- 15 أغسطس – معاذ السالمي لاعب كرة قدم قطري.
- 29 أغسطس – عبد الهادي نعمان لاعب كرة قدم قطري.

### سبتمبر
- 6 سبتمبر – عبد الرحمن عناد لاعب كرة قدم قطري.

### أكتوبر
- 22 أكتوبر – عاصم ماديبو لاعب كرة قدم قطري.

### نوفمبر
- 18 نوفمبر – أكرم عفيف لاعب كرة قدم قطري.

### ديسمبر
- 9 ديسمبر – يوسف هاني بلان لاعب كرة قدم قطري.
- 18 ديسمبر – مشعل السويدي
- 24 ديسمبر – علي فيض إتشي لاعب كرة قدم قطري.